# Marie Nikolajevna Ruská
Marie Nikolajevna Ruská (rusky Мария Николаевна, 18. srpna 1819, Pavlovsk/Petrohrad –21. února 1876, Petrohrad) byla dcera ruského cara Mikuláše I. a jeho manželky Šarloty Pruské. Sňatkem s Maximilianem de Beauharnais se stala vévodkyní z Lechtenburgu. Byla sběratelkou umění a prezidentkou Carské akademie umění v Petrohradu.

## Dětství

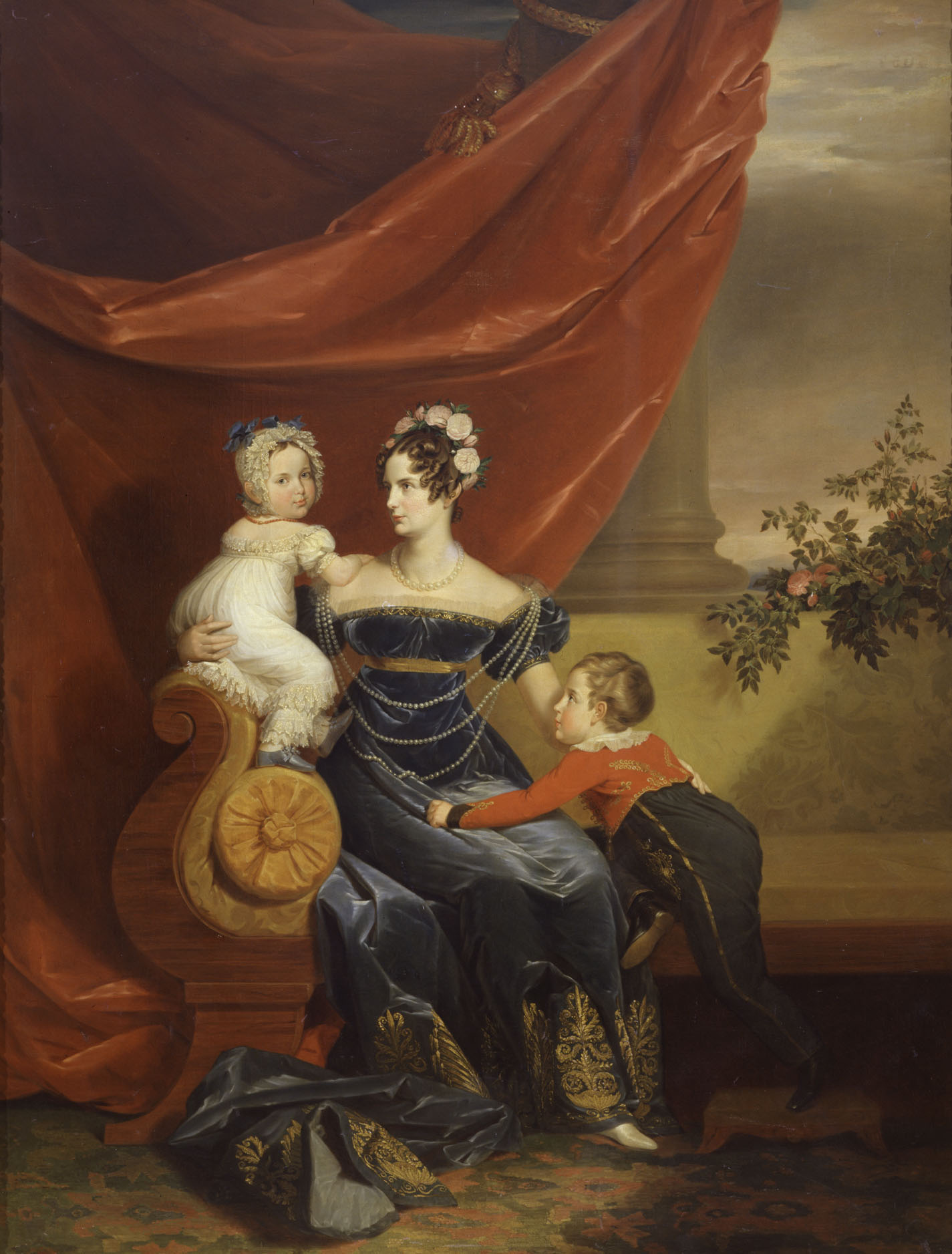
Portrét ruské carevny Alexandry Fjodorovny, rozené Šarloty Pruské, s jejími dvěma nejstaršími dětmi Alexandrem a Marií Nikolajevnou, 1821

Velkokněžna Marie Nikolajevna se narodila 18. srpna 1819 v Petrohradě jako druhé dítě a nejstarší dcera ze sedmi potomků careviče Mikuláše, pozdějšího ruského cara Mikuláše I., a jeho manželky Alexandry Fjodorovny, rozené pruské princezny Šarloty. Vyrůstala ve velké, šťastné rodině – soužití jejích rodičů bylo jedním z těch manželství v historii politicko-dynastických spojení, v němž panovala láska a vzájemná úcta. Rodiče byli vřelí a láskyplní, ale vyhýbali se přehnanému styku se svými dětmi. Po večerech hrála Alexandra Fjodorovna s dětmi hry, včetně hádanek a šarád. Car s nimi rád sborově zpíval. Blízké rodinné pouto, v němž sourozenci vyrůstali, jim zůstalo po celý život.
Marie Nikolajevna vyrůstala společně se svými sestrami Olgou a Alexandrou, do pěti let pod dohledem chůvy Marii Vasiljevny Kajsovské. Jejich pokoje, nacházející se v přízemí Zimního paláce, byly skromné a prosté přepychu. Dívky měly předepsáno chodit v každém ročním období na čerstvý vzduch a lékaři kontrolovali jejich jídelníček. Vyučování začínalo v osm hodin ráno. Na Mariino vzdělání dohlížel liberální poradce a básník Vasilij Andrejevič Žukovskij, který byl dříve ruským učitelem Alexandry Fjodorovny. Žukovskij zůstal v těsné blízkosti svých urozených svěřenců až do své smrti. Všechny tři sestry měly hudební nadání a zúčastňovaly se dobročinných aktivit. Marie a její sestry dostávaly lekce tance, hudby a kreslení. Dochoval se Mariin dětský skicák (1826–1830), který je v držení jejích potomků žijících ve Spojených státech. Velkokněžna Marie vcelku docela kreslila a později tvořila vodovými barvami. Lásku k umění nikdy neztratila a stala se jeho mecenáškou a sběratelkou. Brzy projevila zájem o interiérový design a zdobila pokoje svým osobním stylem. Ze svého paláce v Petrohradu udělala jedno z nejkrásnějších sídel ve městě. Od roku 1835 byla velkokněžna Marie aktivním členem vlastenecké společnosti založené carevnou Jelizavetou Alexejevnou. Společnost se příležitostně setkávala na schůzích v Mariině salónu v Zimním paláci.

## Ruská velkokněžna

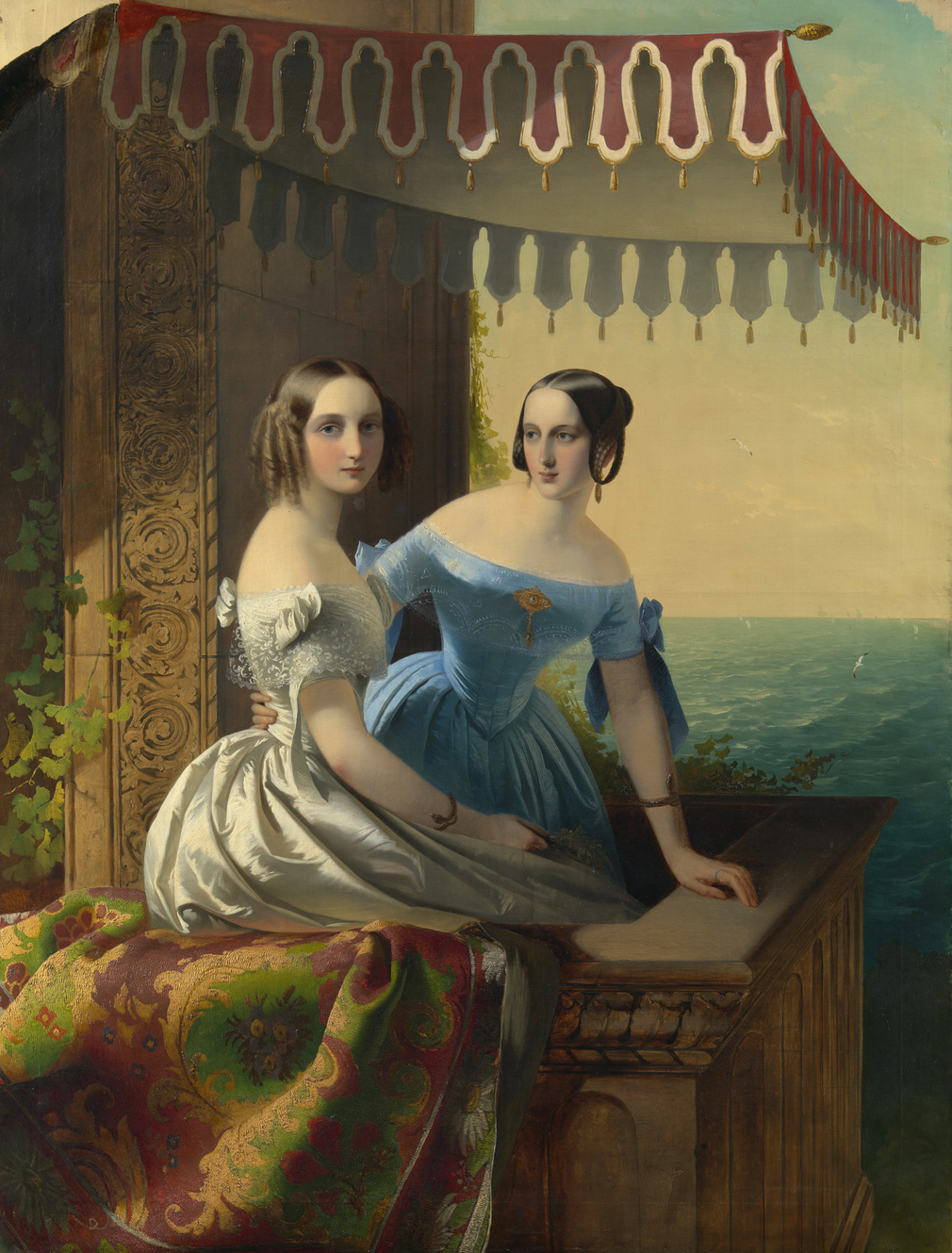
Marie Nikolajevna se svou mladší sestrou Olgou, 1838

Velkokněžna Marie byla proslulá svou impozantní osobností, důvtipem a silným charakterem. Její sestra Olga si do svého dívčího deníku zapsala, že Marie byla "temperamentní, pozorná a štědrá vůči chudým, účastná k dobrým skutkům, ale nesnášela přetvářku. Je stokrát ctnostnější než já, energičtější, než nás všech sedm; postrádá jen smysl pro povinnost."
Marie Nikolajevna byla odvážná a vynalézavá, vážila si originality, často byla lhostejná k názorům vysoké společnosti. Byla živá, energická, talentovaná a spontánní. Ve vzhledu a charakteru byla jako otec, jehož byla oblíbeným dítětem. Stejně jako on byla vážná a přísná. Po otci zdědila také hrozivý upřený pohled. Její fyzická podobnost s otcem je patrná na portrétech a fotografiích.
Carevna Alexandra Fjodorovna se obávala hledání vhodného manžela pro svou nejnadanější emocionální dceru. Marie Nikolajevna nechtěla po sňatku opustit Rusko ani změnit víru.

## Manželství

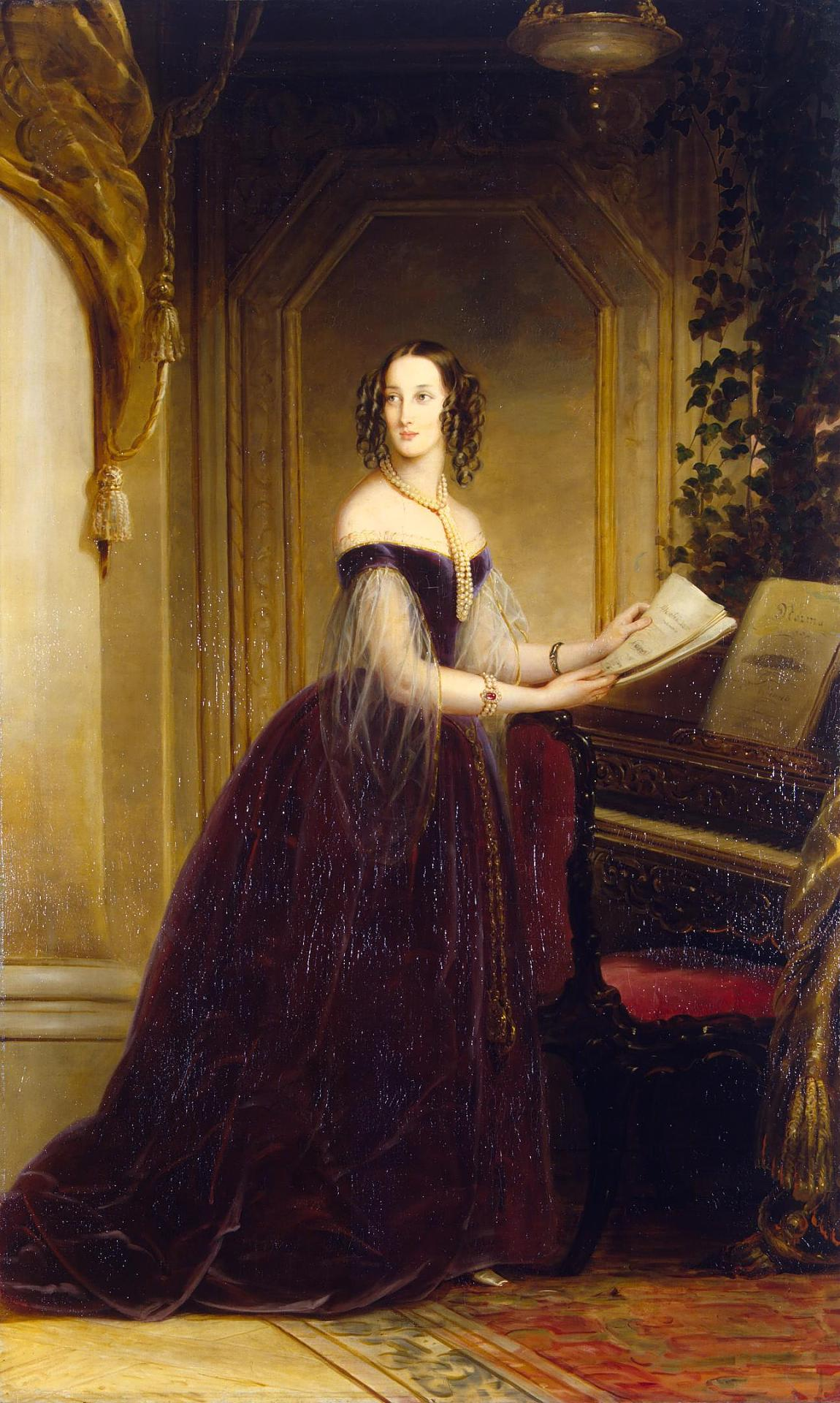
Velkokněžna Marie Nikolajevna, vévodkyně z Leuchtenbergu, na portrétu C. Robertson, 1841

V roce 1837 poslal král Ludvík I. Bavorský svého synovce Maximiliana de Beauharnais, vévodu z Leuchtenbergu k účasti na manévrech jezdectva v Rusku. Maxmilian byl jediným žijícím synem Evžena de Beauharnais a vnukem francouzské císařovny Josefíny. Byl pohledný, vzdělaný a zajímal se o kulturu. O rok později, v roce 1838, navštívil Rusko podruhé. Svým vzhledem a dobrými způsoby zapůsobil na Marii Nikolajevnu, jak si zaznamenala velkokněžna Olga do deníku: "Za čtyři dny bylo zcela jasné, že Max a Marie byli stvořeni jeden pro druhého."
Maxmilian však nebyl žádoucí partií pro dceru ruského cara, sňatek s ním byl pod její úroveň: jako člen vedlejší větve bavorské dynastie byl pod postavením královského rodu, měl pouze titul Výsost; kromě toho byl katolík. I jeho vlastní rodina, konkrétně matka Augusta Bavorská, byla proti tomuto sňatku. Maximilian byl poslední z rodiny Leuchtenberg-Beauharnais a jeho matka se obávala, že jeho potomci, vychováni v pravoslavné víře, budou plně poruštělí. Řekla, že historie bude vinit jejího syna. Kromě toho rodina Bonaparte byla letitým úhlavním nepřítelem Ruska.
Přes všechny tyto skutečnosti car sňatek povolil, avšak pod podmínkou, že jeho dcera neopustí Rusko a nebude žít v zahraničí. Vzhledem k tomu, že vévoda z Leuchtenbergu nebyl členem vládnoucí rodiny, nebyla tato podmínka pro něj zásadní a bylo pro něj snadné ubytovat se v Petrohradu, jeho postavení však nebylo lehké a bylo vnímáno jako ponižující.
Svatba se konala 2. července 1839 v majestátní kapli Zimního paláce. Obřad byl detailně popsán markýzem de Custine, který v té době navštívil Petrohrad. Vychvaloval velkokněžnu pro její půvab, ale neměl rád vévodu z Leuchtenbergu. Mikuláš I. na svatbě své dcery nešetřil a slavnosti trvaly dva týdny. Účastnilo se jich velké množství hostí z řad šlechty a zahraničních diplomatů, chyběli však na nich příbuzní vévody i knížata z panovnických domů spřízněných s Romanovci.
Pár zůstal v Rusku; novomanželé se usadili v jižním pavilonu Malé Ermitáže, kde pobývali do dokončení úprav Mariinského paláce v centru Petrohradu, který dostala Marie od svého otce k svatbě.

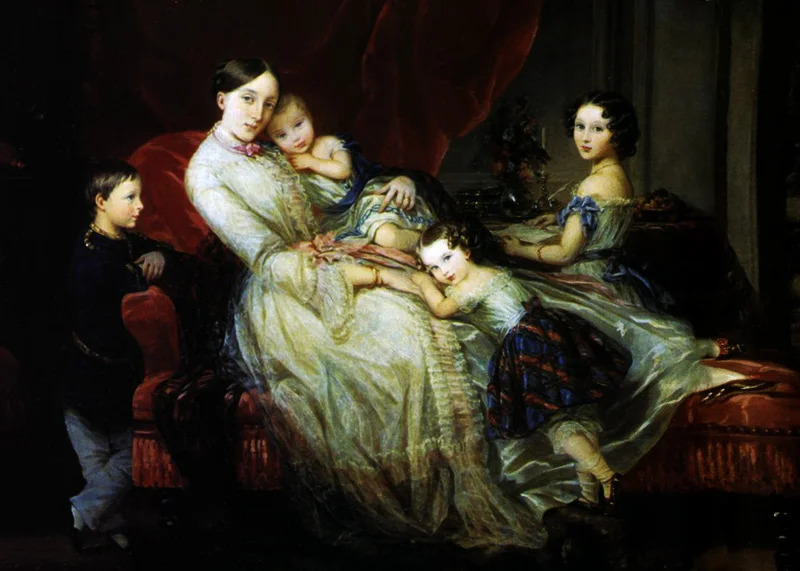
Marie Nikolajevna se svými dětmi, 1849

Výnosem ze dne 2./14. července roku 1839 udělil car Maximilianovi titul Jeho imperátorské výsosti a výnosem ze dne 6./18. prosince roku 1852 udělil potomkům Maximiliana a Marie Nikolajevny titul a jméno knížat Romanovských. Děti páru byly křtěny v pravoslaví a v této víře i vychovávány u dvora Mikuláše I. v kruhu carské rodiny. Později je Mikulášův nástupce, Mariin bratr Alexandr II. začlenil do Ruské imperátorské rodiny. V důsledku toho tato větev imperátorského domu nosila dvě příjmení – vévodů Leuchtenburských a knížat Romanovských.
Marie s manželem milovali umění a byli aktivní také v dobročinné činnosti. Maximilian se také zajímal o techniku a stal se členem akademie věd, v roce 1843 pak prezidentem umělecké akademie. Marie byla na manželovy úspěchy hrdá.
Koncem 40. let 19. století se však manželství rozpadlo. Oba manželé žili odděleně a měli mimomanželské vztahy. Maximilian se stal známým sukničkářem a Marie měla dlouhý vztah s hrabětem Grigorijem Alexandrovičem Stroganovem. Dokonce se mluvilo o jeho otcovství Mariina nejmladšího syna Jiřího.
Během návštěvy průmyslových závodů na Urale v roce 1845 se Maximilian prochladil a následně onemocněl tuberkulózou. Snahy o zlepšení jeho zdraví, včetně pobytů v teplejším zahraničí, byly neúspěšné a Maximilian de Beauharnais 1. listopadu 1852 zemřel.
Velkokněžna byla náruživou sběratelkou umění a po manželově smrti jej nahradila na postu prezidenta akademie umění. Od té doby se Marie věnovala svým sbírkám s ještě větší vášní. Hodně utrácela a její finanční zdroje se tenčily, zejména po otcově smrti. Alexandr II., přestože si byl se sestrou blízký, ji udržoval na přísném rozpočtu.

## Druhé manželství

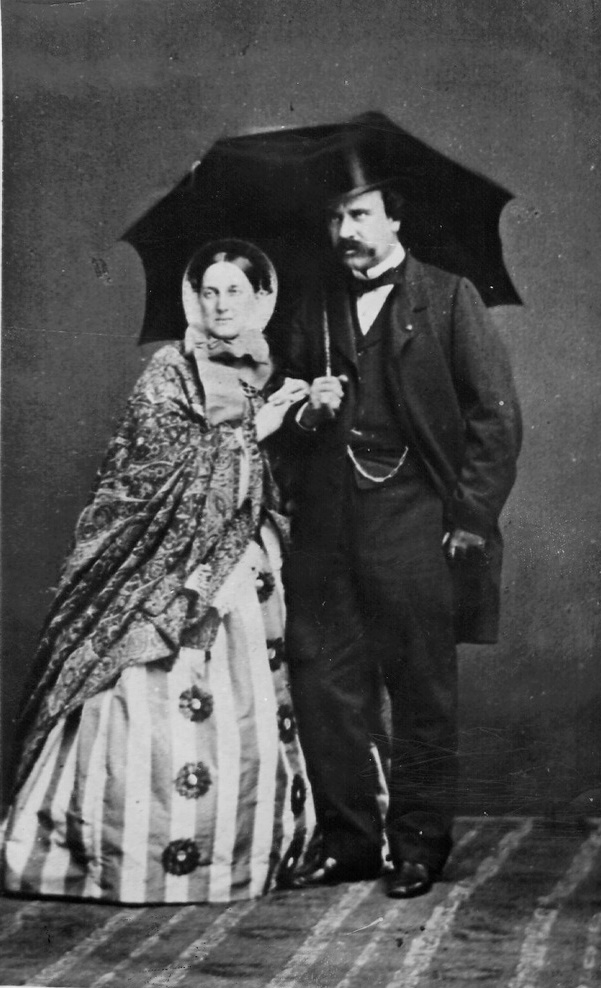
Marie Nikolajevna se svým druhým manželem Grigorim Alexandrovičem Stroganovem, 1860

13./25. listopadu roku 1853 se Marie Nikolajevna provdala podruhé, a to za hraběte Grigorije Alexandroviče Stroganova (16. června 1824 – 13. března 1879). Jestli byl Mariin první sňatek považován za málo vhodný pro carskou dceru, manželství s pouhým hrabětem bylo již zcela nepřípustné. Tento morganatický sňatek byl tedy uzavřen v tajnosti ještě za života jejího otce, za účasti jejího bratra Alexandra a jeho ženy Alexandry Fjodorovny. Ruská dvořanka Anna Tjutčeva se o tom vyjádřila: "Kdyby se o tom car dověděl, manželství by roztrhl, Mášu by poslal do kláštera a hraběte na Kavkaz." Laskavější bratr Alexandr, nová hlava rodiny, po svém nástupu na trůn uznal manželství zvláštním zákonem ze dne 12./24. září roku 1856, který podepsal on a jeho manželka Alexandra Fjodorovna, podmínky však byly velmi tvrdé: sňatek i nadále musel zůstat tajným, manželé se na veřejnosti směli stýkat jen jako cizí lidé, třebaže Marie prosila, aby car její druhé manželství uznal veřejně a dovolil jim spolu žít v Rusku. Alexandr si nedovolil to připustit; namísto toho navrhl, aby Marie žila v zahraničí a on se mohl navenek tvářit, že o ničem neví. Protože její nové manželství nemohl veřejně uznat, věnoval zvláštní pozornost jejím dětem z prvního manželství, které v důsledku této situace žily v Petrohradě bez matky.
Marie v druhém manželství nenašla štěstí a v roce 1862 se usadila ve Florencii ve vile Quarto, která patřila Jérômovi Bonaparte, a ustavila svým poradcem malíře a sběratele Karla Lipharda. Téměř denně chodili do muzeí, dívat se na soukromé sbírky a starožitnosti. V Itálii byla velkokněžna horlivě nakupovala malby, sochy a nábytek pro kompletní rekonstrukci svého sídla.
Velkokněžna trpěla buď křečovými žilami nebo nějakým typem kostní nemoci, protože na konci života se stala invalidní. Zemřela po dlouhém utrpení 21. února 1876 v Petrohradě.

## Potomci
Velkokněžna Marie Nikolajevna měla se svým prvním manželem, vévodou z Leuchtenbergu, sedm dětí:
1. Alexandra Maximilianovna (9. dubna 1840 – 12. srpna 1843)
2. Marie Maxmilianovna z Leuchtenbergu (16. října 1841 – 16. února 1914), ⚭ 1863 Vilém Bádenský (18. prosince 1829 – 27. dubna 1897)
3. Mikuláš Maximilianovič, 4. vévoda z Leuchtenbergu (4. srpna 1843 – 6. ledna 1891), ⚭ 1868 Naděžda Annenkova (17. července 1840 – 25. května 1891)
4. Evženie Maxmilianovna z Leuchtenbergu (1. dubna 1845 – 4. května 1925), ⚭ 1868 Alexandr Petrovič Oldenburský (2. června 1844 – 6. září 1932)
5. Evžen Maximilianovič z Leuchtenbergu (1847–1901), 5. vévoda z Leuchtenbergu,
⚭ 1869 Daria Opotschinina (19. března 1845 – 19. března 1870)
⚭ 1878 Zinaida Skobelevova (17. ledna 1856 – 28. června 1899)
6. Sergej Maximilianovič (20. prosince 1849 – 24. října 1877), zabit v rusko-turecké válce
7. Jiří Maximilianovič z Leuchtenbergu (1852–1912), 6. vévoda z Leuchtenbergu,
⚭ 1879 Tereza Petrovna Oldenburská (30. března 1852 – 19. dubna 1883)
⚭ 1889 Anastázie Černohorská (23. prosince 1868 – 25. listopadu 1935)

Z druhého manželství s hrabětem Stroganovem se narodily dvě děti:
- Grigorij Grigorjevič Stroganov (9. května 1857 – 26. února 1859)
- Jelena Grigorjevna Stroganovová (11. února 1861 – 12. února 1908),
⚭ 1879 Vladimir Alexejevič Šeremetěv (17. května 1847 – 17. února 1893)
⚭ 1896 Grigorij Milaševič (14. prosince 1855 – 23. února 1918)

## Vývod z předků
|                         |                                       |  |                     |                                                            |  |  |  |  |  |  |  | Karel Fridrich Holštýnsko-Gottorpský |
|                         |                                       |  |                     |                                                            |  |  |  |  |  |  |  |                                      |
|                         | Petr III. Ruský                       |  |                     |                                                            |  |  |  |  |  |  |  |                                      |
|                         |                                       |  |                     |                                                            |  |  |  |  |  |  |  |                                      |
|                         |                                       |  |                     | Anna Petrovna                                              |  |  |  |  |  |  |  |                                      |
|                         |                                       |  |                     |                                                            |  |  |  |  |  |  |  |                                      |
|                         | Pavel I. Ruský                        |  |                     |                                                            |  |  |  |  |  |  |  |                                      |
|                         |                                       |  |                     |                                                            |  |  |  |  |  |  |  |                                      |
|                         |                                       |  |                     | Kristián August Anhaltsko-Zerbstský                        |  |  |  |  |  |  |  |                                      |
|                         |                                       |  |                     |                                                            |  |  |  |  |  |  |  |                                      |
|                         | Kateřina II. Veliká                   |  |                     |                                                            |  |  |  |  |  |  |  |                                      |
|                         |                                       |  |                     |                                                            |  |  |  |  |  |  |  |                                      |
|                         |                                       |  |                     | Johana Alžběta Holštýnsko-Gottorpská                       |  |  |  |  |  |  |  |                                      |
|                         |                                       |  |                     |                                                            |  |  |  |  |  |  |  |                                      |
|                         | Mikuláš I. Pavlovič                   |  |                     |                                                            |  |  |  |  |  |  |  |                                      |
|                         |                                       |  |                     |                                                            |  |  |  |  |  |  |  |                                      |
|                         |                                       |  |                     | Karel Alexandr Württemberský                               |  |  |  |  |  |  |  |                                      |
|                         |                                       |  |                     |                                                            |  |  |  |  |  |  |  |                                      |
|                         | Fridrich II. Evžen Württemberský      |  |                     |                                                            |  |  |  |  |  |  |  |                                      |
|                         |                                       |  |                     |                                                            |  |  |  |  |  |  |  |                                      |
|                         |                                       |  |                     | Marie Augusta Thurn-Taxis                                  |  |  |  |  |  |  |  |                                      |
|                         |                                       |  |                     |                                                            |  |  |  |  |  |  |  |                                      |
|                         | Žofie Dorota Württemberská            |  |                     |                                                            |  |  |  |  |  |  |  |                                      |
|                         |                                       |  |                     |                                                            |  |  |  |  |  |  |  |                                      |
|                         |                                       |  |                     | Fridrich Vilém Braniborsko-Schwedtský                      |  |  |  |  |  |  |  |                                      |
|                         |                                       |  |                     |                                                            |  |  |  |  |  |  |  |                                      |
|                         | Bedřiška Braniborsko-Schwedtská       |  |                     |                                                            |  |  |  |  |  |  |  |                                      |
|                         |                                       |  |                     |                                                            |  |  |  |  |  |  |  |                                      |
|                         |                                       |  |                     | Žofie Dorota Pruská                                        |  |  |  |  |  |  |  |                                      |
|                         |                                       |  |                     |                                                            |  |  |  |  |  |  |  |                                      |
| Marie Nikolajevna Ruská |                                       |  |                     |                                                            |  |  |  |  |  |  |  |                                      |
|                         |                                       |  |                     |                                                            |  |  |  |  |  |  |  |                                      |
|                         |                                       |  | August Vilém Pruský |                                                            |  |  |  |  |  |  |  |                                      |
|                         |                                       |  |                     |                                                            |  |  |  |  |  |  |  |                                      |
|                         | Fridrich Vilém II.                    |  |                     |                                                            |  |  |  |  |  |  |  |                                      |
|                         |                                       |  |                     |                                                            |  |  |  |  |  |  |  |                                      |
|                         |                                       |  |                     | Luisa Amálie Brunšvicko-Wolfenbüttelská                    |  |  |  |  |  |  |  |                                      |
|                         |                                       |  |                     |                                                            |  |  |  |  |  |  |  |                                      |
|                         | Fridrich Vilém III.                   |  |                     |                                                            |  |  |  |  |  |  |  |                                      |
|                         |                                       |  |                     |                                                            |  |  |  |  |  |  |  |                                      |
|                         |                                       |  |                     | Ludvík IX. Hesensko-Darmstadtský                           |  |  |  |  |  |  |  |                                      |
|                         |                                       |  |                     |                                                            |  |  |  |  |  |  |  |                                      |
|                         | Frederika Luisa Hesensko-Darmstadtská |  |                     |                                                            |  |  |  |  |  |  |  |                                      |
|                         |                                       |  |                     |                                                            |  |  |  |  |  |  |  |                                      |
|                         |                                       |  |                     | Karolína Falcko-Zweibrückenská                             |  |  |  |  |  |  |  |                                      |
|                         |                                       |  |                     |                                                            |  |  |  |  |  |  |  |                                      |
|                         | Šarlota Pruská                        |  |                     |                                                            |  |  |  |  |  |  |  |                                      |
|                         |                                       |  |                     |                                                            |  |  |  |  |  |  |  |                                      |
|                         |                                       |  |                     | Karel Ludvík Fridrich Meklenbursko-Střelický               |  |  |  |  |  |  |  |                                      |
|                         |                                       |  |                     |                                                            |  |  |  |  |  |  |  |                                      |
|                         | Karel II. Meklenbursko-Střelický      |  |                     |                                                            |  |  |  |  |  |  |  |                                      |
|                         |                                       |  |                     |                                                            |  |  |  |  |  |  |  |                                      |
|                         |                                       |  |                     | Alžběta Sasko-Hildburghausenská                            |  |  |  |  |  |  |  |                                      |
|                         |                                       |  |                     |                                                            |  |  |  |  |  |  |  |                                      |
|                         | Luisa Meklenbursko-Střelická          |  |                     |                                                            |  |  |  |  |  |  |  |                                      |
|                         |                                       |  |                     |                                                            |  |  |  |  |  |  |  |                                      |
|                         |                                       |  |                     | Jiří Vilém Hesensko-Darmstadtský                           |  |  |  |  |  |  |  |                                      |
|                         |                                       |  |                     |                                                            |  |  |  |  |  |  |  |                                      |
|                         | Frederika Hesensko-Darmstadtská       |  |                     |                                                            |  |  |  |  |  |  |  |                                      |
|                         |                                       |  |                     |                                                            |  |  |  |  |  |  |  |                                      |
|                         |                                       |  |                     | Marie Luisa Albertina Leiningensko-Falkenbursko-Dagsburská |  |  |  |  |  |  |  |                                      |
|                         |                                       |  |                     |                                                            |  |  |  |  |  |  |  |                                      |